# Новые Викри
Новые Викри — село в Каякентском районе Дагестана. Центр Нововикринского сельского поселения.

## Географическое положение
Расположено в приморской низменности, в 31 км к юго-востоку от города Избербаш, на федеральной трассе «Кавказ».

## Население
| 1989 | 2002  | 2010  | 2021  |
| ---- | ----- | ----- | ----- |
| 1701 | ↗2838 | ↗3338 | ↗4495 |

Моноэтническое даргинское село.

## История
Образовано в 1968 году путём переселения жителей села Викри.